# تيريزا تالين
تيريزا تالين (31 يوليو 1773 - 15 يناير 1835) هي كانت نبيلة فرنسية إسبانية المولد، صاحبة صالون وشخصية عامة أثناء الثورة الفرنسية.